# Bully Kutta

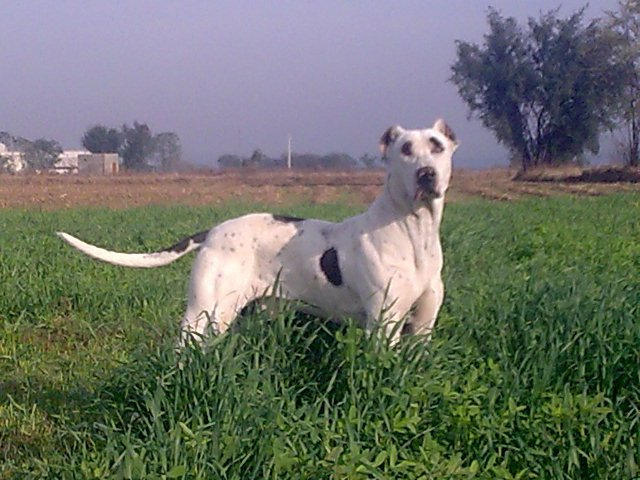
Un bully Kutta nel Punjab

Il Bully Kutta, (in hindi: अलांगु मस्टिफ़ or बुली कुत्ता) anche noto come Alangu mastiff, mastino indiano o mastino pakistano, è una razza canina molossoide (tipo dogue) originaria della regione indo-pakistan e del Bangladesh. Questi cani sono stati allevati per secoli per vari scopi, tra cui la guardia, la caccia e il combattimento tra cani. La razza non è riconosciuta dalla FCI.

## Storia
Nel corso del tempo, il Bully Kutta si è ramificato in diverse varianti regionali tra cui il Bully Kutta indiano e il Bully Kutta pakistano. Queste variazioni possono differire leggermente per dimensioni, forma e caratteristiche, ma condividono tutti tratti di un potente segugio.
Due teorie sono state formulate per spiegare l'origine dei Bully Kutta.

### Teoria autoctona
L'origine della  può essere fatta risalire a 4000 anni fa poiché l'esistenza di cani di un tipo simile è stata rivelata attraverso resti archeologici della civiltà della valle dell'Indo.

### Teoria esogena
La razza venne selezionata durante il periodo coloniale incrociando molossoidi europei (presumibilmente mastiff.
Oggi il dibattito è aperto tra i cinofili in ragione delle difficoltà di adattamento al clima indiano che la razza avrebbe potuto avere con molossoidi indo-pakistani (es. Alangu Mastiff). Non esiste comunque ad oggi uno standard di razza ed a seconda delle regioni, il Kutta varia notevolmente a livello morfologico.
I Bully Kutta sono utilizzati illegalmente nei combattimenti tra cani in India e Pakistan, comprese le aree come Delhi, Gurgaon e Noida. Sono molto presenti in Pakistan nel Punjab.

## Standard
Inesistente.

## Aspetto
Il Bully Kutta ha quasi le stesse dimensioni di un alano ma è più muscoloso. Arriva a circa 1,10 metri di altezza al garrese e pesa fino a 90 chili.
Secondo il cinofilo pakistano Hammad Hassan i Bully Kutta sono cani grossi e muscolosi con aspetto temibile, sono prevalentemente di colore bianco, con macchie nere sul sottopelo. Tuttavia, sono comuni anche colori come il nero, il fulvo, il rosso e il tigrato con bicolori. 
Ha una testa imponente la testa non ha stop prominenti nei soggetti di tipo più antico. Vengono generalmente amputate le orecchie che sono piccole e attaccate basse. La linea superiore è dritta. La coda dovrebbe essere diritta ma una piccola curva è accettabile. I piedi rotondi sono grandi con dita ben arcuate. Ha una struttura ossea molto spessa ricoperta da una pelle spessa che si adatta alla struttura ma è molto sciolta ed elastica. Le pesanti giogaie e la pelle spessa sotto il collo lo distinguono dagli altri tipi. La sua andatura ricorda l'andatura di un leone.

### Varianti
Lo studioso pakistano individua 5 varianti del Bully lutta, esse sono:
- il tipo Puranay o Bully Kutta antico, si caratterizza per avere una testa che non ha stop prominenti cosa che lo distingue dal moderno Bully Kutta.
- il tipo Aseel Bully Kutta, si caratterizza per avere gli occhi a mandorla non molto infossati, inoltre è più pesante ed ha la pelle meno lassa rispetto il vecchio tipo.
- il tipo Gull Dang / Bully Gultair, si caratterizza per avere occhi a mandorla più pronunciati. È prevalentemente bianco con macchie nere o marroni e la giogaia non è così evidente negli altri tipi.
- il tipo Bully Kutta o tipo mastino, si caratterizza per avere una grande testa con uno stop prominente e un muso piccolo. La testa ha un aspetto quadrato con un muso smussato. Le orecchie sono piccole e attaccate basse. La coda è generalmente diritta e si assottiglia in una punta fine. Ha una struttura ossea molto pesante con un torace profondo. La pelle non è molto lassa ma spessa e più pelosa rispetto all'Aseel Bully, hanno un'andatura leonina.
- il tipo Nagi Bully Kutta è fondamentalmente un incrocio di Tazi Kutta (razza da caccia locale) e Pure Bully Kutta. Il Tazi Kutta è una razza di cane gigante simile al Greyhound.

Questi tipi originali vengono spesso incrociati con razze occidentali come l'alano, il pitbull, il mastino inglese ecc.

## Carattere
Razza dal carattere aggressivo e protettivo, con un grosso istinto alla guardia. Cani molto difficili da gestire consigliati a soli proprietari esperti. Con l'adeguata socializzazione e un buon addestramento possono rivelarsi ottimi compagni.
Adatto per
- Guardia
- Difesa

Non adatto per
- Fly ball
- Free Style
- Agility Dog
- Obedience